# Albert Naur
Albert Emil August Schleppegrell Naur, född 13 oktober 1889, död 2 februari 1973, var en dansk konstnär.
Naur tillhörde den från Den frie Udstilling utbrutna konstnärsgruppen Grønningen men räknades inte till gruppens radikaler. Han målade gärna landskap med figurer av impressionsistisk bredd och sinnlig färgglans.